# Batalla de Fort Oswego
La Batalla de Fort Oswego  va ser una de les batalles de la Guerra Franco-Índia. Es va saldar amb la victòria francesa tot i que aquests estaven en inferioritat. La batalla tingué lloc entre el 10 i el 14 d'agost de 1756. El general francès Louis-Joseph de Montcalm va dirigir un grup de soldats i milicians canadencs i indis i va prendre Fort Oswego, prop de Syracuse, al sud del llac Ontario. La victòria va suposar un gran frenada als plans anglesos i una amenaça al proper Fort Frontenac. Aquesta batalla va confirmar que les tàctiques militars europees podien aplicar-se en sòl americà si s'aplicaven les variacions necessàries.

## Antecedents
La Guerra Franco-índia havia començat el 1754 i durant els dos primers anys es van succeir diverses batalles que havien deixat un saldo favorable per als francesos. Després d'una sèrie d'escaramusses a principis de 1756, Montcalm va decidir prendre Fort Oswego pels avantatges tàctics que això suposava. El control d'aquest fort facilitava la defensa del Fort Niàgara i del Fort Duquesne, el que suposava la defensa de tot Quebec.

## Batalla
El 29 de juliol Montcalm va arribar a Fort Frontenac amb l'esperança de dur a terme des d'allà l'assalt a Fort Oswego, encara que dubtava de les capacitats de les seves tropes irregulars per dur a terme un setge contra un fort ben defensat. Tot i així, va portar a terme l'atac liderant a més de 3.000 homes, dels quals només la meitat eren tropes regulars, i entre els que comptava amb cent cinquanta nadius.
Van marxar de nit per aprofitar l'efecte sorpresa i van arribar a mitja nit del 10 d'agost a la riba del riu Oswego, iniciant l'atac immediatament. En la zona es trobaven tres forts, Fort Ontario, Fort Oswego i Fort George. Dels tres, només Fort Oswego seria assetjat, ja que davant de l'arribada de Montcalm, la guarnició dels altres dos forts es van traslladar a Oswego. Durant la batalla, per tant, hi havia 1.700 homes en el fort, ajudats per 33 canons i liderats pel coronel Mercer.
Montcalm va instal·lar les seves bateries a Fort Ontario i va començar a bombardejar el fort britànic mentre enviava els seus soldats nadius per atacar per la rereguarda. Molt aviat Mercer va resultar mort i sense esperances de rebre reforços, la guarnició anglesa va capitular el 14 d'agost. Van ser capturats 1.600 homes, 121 canons i diverses embarcacions. Els altres dos forts van ser destruïts.

## Conseqüències
Aquesta victòria va ser molt important per a França, ja que els va permetre controlar les connexions entre Quebec i Louisiana. A més, el fet de destruir els altres dos forts va ser un important gest cap als seus aliats indis, retornant-los les seves terres arrabassades pels anglesos. L'any següent els francesos van capturar Fort William Henry als britànics.